# Hodoul Island
Hodoul Island (auch: Île Hodoul, Île Aurore) ist eine Insel der Seychellen im Zentrum von Victoria Port (Hafen von Victoria).
Die Insel ist eine natürliche Insel der Mahe Port Islands, während die meisten anderen künstlich aus Abraum von Ausbaggerarbeiten (Dredger) in Dubai aufgeschüttet wurden, da Dubai seinen Abraum an die Seychellen verschiffte.

## Geographie
Die Insel liegt bei Anse Etoile unmittelbar vor der Ostküste von Mahé (Seychellen) und ist durch jeweils eine Brücke mit Maldive Village, sowie Perseverance Island im Süden verbunden.

## Geschichte
Die Insel wurde nach dem französischen Korsaren Jean-François Hodoul benannt. Ab 1875 nutzte Dr. Henry Brooks die angemietete Insel als Kohlenlager. Bis 1940 wurden bis zu  2.000 t Kohle dort gelagert.
1995 bis 2005 diente Hodoul Island als Lagerstätte für die Sprengstoffer des Mahe Port Reclamation Project.
2016 wurde ein Casino an der Westspitze der Insel eröffnet.

## Verwaltung
Die Insel gehört zum Distrikt La Rivière Anglaise.